# 我是非洲人

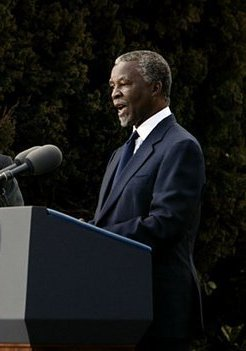

「我是非洲人」（英語：I Am an African）是1996年5月8日南非新宪法通過時，塔博·姆贝基代表非洲人国民大会在开普敦以英語发表的演講。 當時，姆贝基是纳尔逊‧曼德拉總統任期的南非副總統。

## 概述
姆貝基的「我是非洲人」頌揚了南非的文化、宗教、歷史和語言多樣性，提醒了南非人他們的起源，以及他們如何成為現在的南非人。这次演讲定調了后种族隔离时代南非的政治氛围，提升了姆贝基作为政治演说家的声誉，他甚至被比作小马丁·路德·金。

## 分析
喬爾·霍莫帝分析道，「我是非洲人」這句話與身分息息相關：
（身分指的是）定義一個人是誰的特質、特徵、社會關係、角色、社會團體的成員資格。身份可以關注過去—一個人過去的真實情況、現在—一個人現在的真實情況，或未來—一個人期望、希望成為的人，覺得有義務努力成為的人，或者害怕自己可能成為的人。身份有導向，提供了建構意義的透鏡，並且將人的注意力集中在直接語境的某些部份，而非其他特點。——Oyserman, D., Elmore, K., & Smith, G.
當姆貝基聲稱「我是非洲人」時，不只是在擁抱他作為非洲人的本土主義，也暗指了形塑他身份的其他重要部分，這些部分包括「影響了他自我認知的歷史發展」。
另一方面，姆貝基的演講「我是非洲人」引發了與身份和文化議題的討論。即使如此，就政治心理學的角度而言，姆貝基的演講具有心理政治意義，但將非洲人性化（即本體認識論上的還原）的過程仍然不完整。